# سميرة الأسير
سميرة الأسير، ممثلة ومخرجة أردنية من أصل فلسطيني، لها العديد من الأعمال الفنية، من أبرزها: مسلسل "القاهرة: كابول" 2021م، فيلم "فرحة" 2021م، مسلسل "سمرقند" 2016.

## حياتها ونشأتها
ممثلة أردنية بريطانية من مواليد دولة فلسطين، تخرجت في الجامعة الأمريكية بلبنان- تمثيل واخراج ، وهي من أسرة فنية، حيث أنشأ والدها أول مدرسة للفولكلور العالمي في الأردن، وأنشأ خمس مدارس أخرى منها في لندن، أما والدتها فهي رئيسة قسم المسرح بمدرسة البكالوريا بالإضافة إلى كونها مخرجة مسرحية، كما أن شقيقتها فنانة تلفزيونية ومسرحية في لندن، شاركت الأسير في العديد من الورشات التدريبية مثل: ورشة تمثيل شكسبيروورشة تمثيل كوميديا دي لارتي، وورشة للتمثيل الارتجالي. في البداية قدمت عدداً من الأعمال الفنية علي خشبة المسرح اللبناني، وذلك قبل أن تقرر العودة إلي وطنها الأردن وتشارك في أعمال فنية مهمة، حيث شاركت الأسير في العديد من الأفلام، والمسلسلات، والمسرحيات، والأفلام القصيرة. 
حصلت سميرة الأسير على عدة جوائز منها: جائزة أفضل ممثلة دور أول في مهرجان الفيلم الأردني الثالث. لها بعض التجارب في مجال الإخراج المسرحي، منها العرض المسرحي "قفص الطيور" الذي  عُرض في مهرجان إيزيس لمسرح المرأة بالقاهرة، شاركت تمثيلاً في العديد من الأعمال المسرحية مثل: "عرس الدم"، "البؤساء"، "عائد إلى حيفا"، "أليس في بلاد العجائب".

## الأعمال الفنية
| م  | اسم العمل            | نوعه  | تاريخه | ملاحظات                                                   |
| -- | -------------------- | ----- | ------ | --------------------------------------------------------- |
| 1  | بطلوع الروح          | مسلسل | 2022م  | دور "أم آدم"                                              |
| 2  | القاهرة كابول        | مسلسل | 2021م  | دور "أم عبدالله"                                          |
| 3  | فرحة                 | فيلم  | 2021م  | دور "أم محمد"                                             |
| 4  | مدرسة الروابي للبنات | مسلسل | 2021م  | دور "سمية"                                                |
| 5  | هجمة مرتدة           | مسلسل | 2021   | دور " مانويلا"                                            |
| 6  | سرخيو                | فيلم  | 2020م  |                                                           |
| 7  | أبناء القلعة         | مسلسل | 2018م  | دور "أم برجس"                                             |
| 8  | شوق                  | مسلسل | 2017م  | دور "شيخة"                                                |
| 9  | الواقع المرفوض       | فيلم  | 2016م  |                                                           |
| 10 | بلا سقف              | فيلم  | 2016م  | حائز علي جائزة الفيلم القصير في مهرجان القاهرة السينمائي. |
| 11 | سمرقند               | مسلسل | 2016م  | دور "سحر"                                                 |
| 12 | مالك بن الريب        | مسلسل | 2016م  | دور" عبلة بنت الريب"                                      |
| 13 | ديجرادي              | فيلم  | 2015م  | تم عرضه في مهرجان كان السينمائي الدولي.                   |
| 14 | الجرح                | فيلم  | 2014م  |                                                           |